# Małgorzata Wiejak
Małgorzata Wiejak (* 5. Mai 1992) ist eine polnische Gewichtheberin.

## Karriere
Wiejak war 2010 Junioren-Vize-Europameisterin. 2012 wurde sie bei den Junioren-Weltmeisterschaften Vierte. 2013 nahm sie in Tirana an den Europameisterschaften der Aktiven teil und gewann in der Klasse bis 75 kg die Bronzemedaille. Im Herbst desselben Jahres wurde sie allerdings bei einer Dopingkontrolle positiv auf Stanozolol getestet und vom Weltverband IWF für zwei Jahre gesperrt. Nach ihrer Sperre startete sie 2015 erstmals bei den Weltmeisterschaften, bei denen sie den 19. Platz belegte.